# Amperometria
L'amperometria è una particolare misura voltammetrica effettuata a potenziale imposto, in cui la corrente misurata è proporzionale alla concentrazione dell'analita elettroattivo.
La principale applicazione di questa tecnica è quella di rivelazione del punto finale nelle titolazioni, si parla quindi di titolazione amperometrica. Altri usi sono rappresentati dai sensori amperometrici e dai rivelatori cromatografici.
La misura della corrente senza imporre una differenza di potenziale dall'esterno è detta invece galvanometria.

## Applicazioni dell'amperometria

### Sensori amperometrici
Un'importante applicazione è quella dei sensori a ossigeno che misurano la corrente che passa tra due elettrodi con ddp di circa 0,6 ÷ 0,8 V.
Il più noto è il sensore di Clark formato da un catodo di platino e un anodo di Ag/AgCl: 

Reazione catodica: O2 + 2H2O + 4e− → 4OH−

Reazione anodica: Ag + Cl− → AgCl + e−
L'immobilizzazione di enzimi su elettrodi inerti permette di utilizzare reazioni enzimatiche redox per creare dei biosensori amperometrici.

### Rivelatori in cromatografia
Si tratta di mettere a punto delle celle elettrochimiche che lavorano in flusso e che vengono poste, ovviamente, a valle della colonna cromatografica. Le celle vengono realizzate in tubi isolanti dove gli elettrodi (di lavoro, di riferimento e controelettrodo) sono porzioni della superficie interna. I materiali per gli elettrodi solitamente utilizzati sono: platino, oro, mercurio, argento e carbone vetroso.
 Il tipo di misura può essere ricondotto ad una misura voltammetrica idrodinamica.
A seconda dei composti che vengono eluiti si adottano varie condizioni sperimentali; può essere variata la composizione degli elettrodi, la loro posizione, l'elettrolita di supporto e il potenziale applicato.